# 踏車

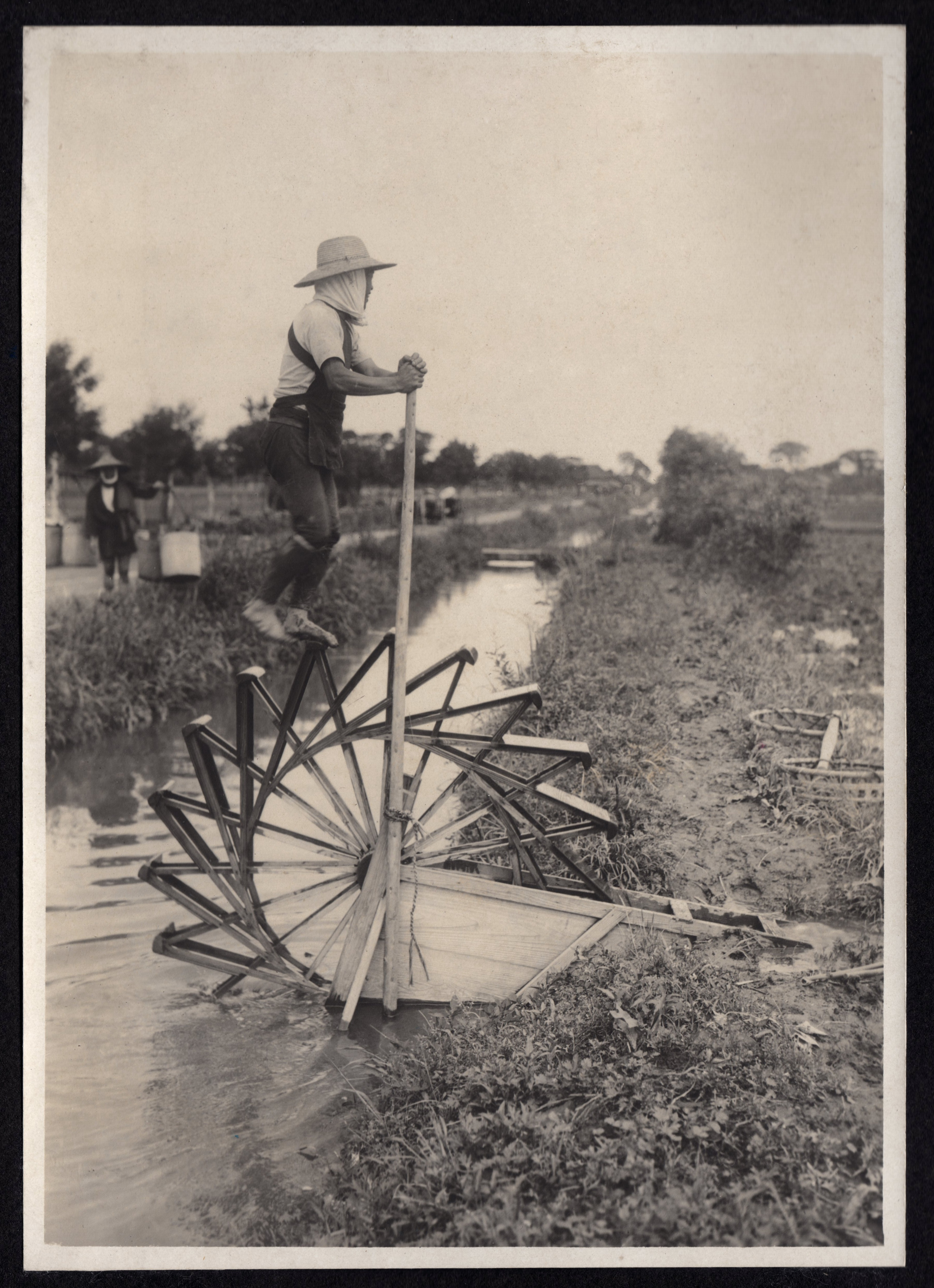
大正時代の踏車

踏車（とうしゃ・ふみぐるま）とは、日本において江戸時代中期以降に普及した足踏み揚水機。人が車の羽根の上に乗り、羽根の角を歩くことで車を回し、水を押し上げるからくりをいう。別名を水車と称すが、原動機である水車とはエネルギー（人力と位置エネルギー）の変換方向が異なる。なお類似のものはアジアの稲作地域に見られる。

## 成立
大蔵永常の文政5年（1822年）の著作『農具便利論巻之下』によると、寛文年中（1661年から1672年の間）に大坂農人橋の京屋七兵衛と京屋清兵衛が制作し、宝暦から安永の頃（1751年から1780年の間）までに日本諸国に広まったと記録されている。

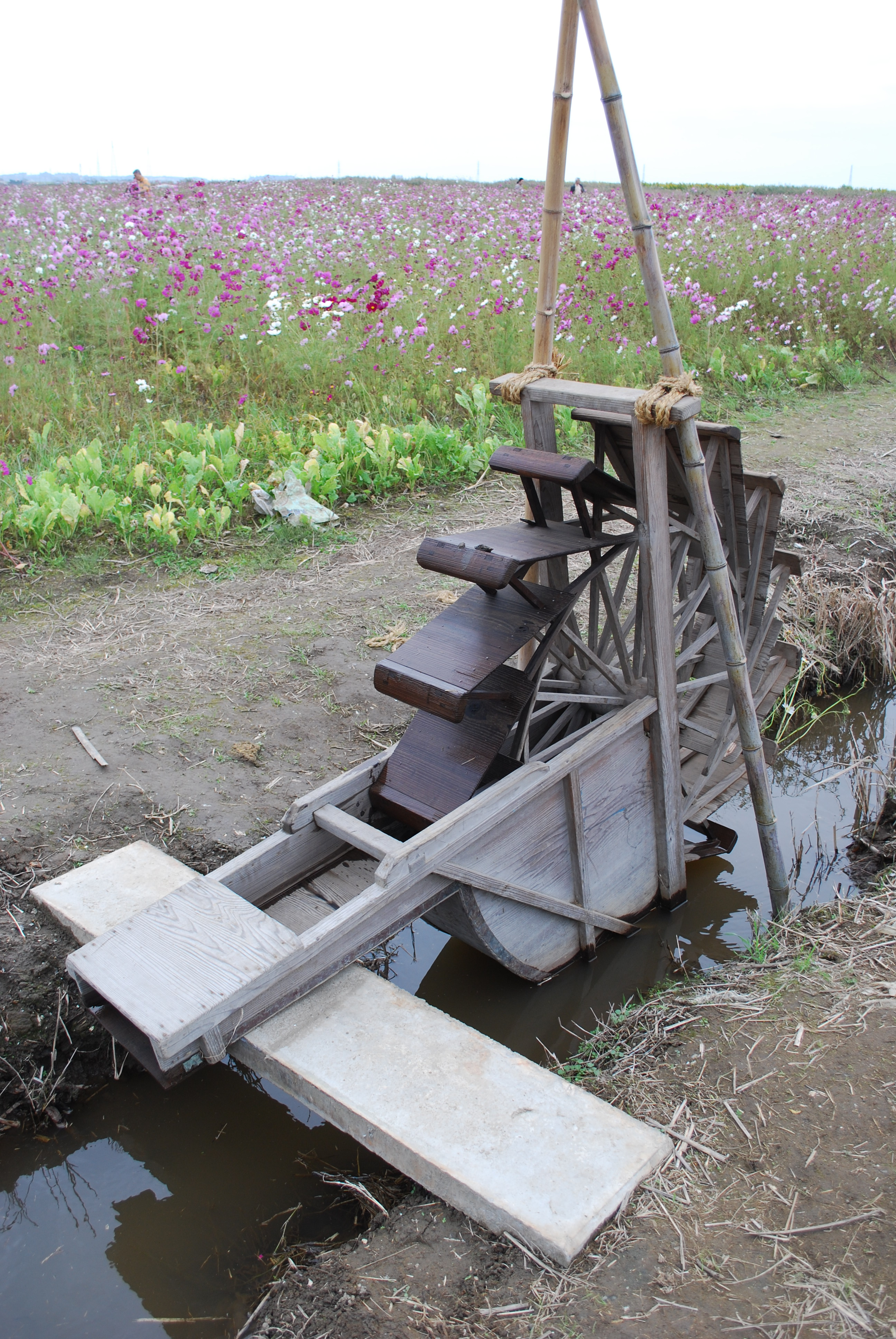
水車（みずぐるま）、踏み車（香取市）

## 寸法及び価格
『農業便利論』では1人足踏み用の寸法は4尺5寸、5尺、5尺5寸の3タイプがあった。このほか2人踏用の大車や手回しの小車もあった。
泉州、堺、摂州、大坂辺りでの踏車の価格は4尺5寸は代銀48匁、5尺は代銀55匁、5尺5寸は代銀60匁とある。

## 記録
エドワード・シルベスター・モースの日記には、1877年（明治10年）6月29日、栃木県でのこととして、男は器用に水車の上に立って車を回した、と記しており、踏車を回す当時の日本人の様子を絵に描いている。